# Kristi Noem
Kristi Lynn Noem (Watertown, 30 de novembro de 1971) é uma política americana que se tornou a 33ª governadora de Dakota do Sul em 2019. Membro do Partido Republicano, foi membro da Câmara dos Representantes dos Estados Unidos pelo Grande Distrito da Dakota do Sul de 2011 a 2019, e pelo 6º distrito da Dakota do Sul, entre 2007 a 2011.
Desde de 2018, Noem é a primeira mulher governadora do Estado de Dakota do Sul. Durante a eleição de 2018, foi endossada pelo presidente Donald Trump. Como governadora, ganhou destaque nacional durante a pandemia de COVID-19 devido à sua recusa em emitir um mandato estadual para usar máscaras faciais.
Em novembro de 2024, Donald Trump escolheu Kristi Noem para servir como Secretária de Segurança Interna em seu segundo mandato não consecutivo.

## Juventude e educação
Kristi Noem nasceu em Watertown, Dakota do Sul, e foi criada com os seus irmãos no rancho e fazenda da família na zona rural do condado de Hamlin; tendo ascendência norueguesa. Formou-se na Hamlin High School em 1990 e foi coroada Rainha da Neve de Dakota do Sul naquele ano.
O seu pai morreu num acidente com máquinas agrícolas em 1994. Frequentou a Northern State University de 1990 a 1994, mas não acabou por não se formar, pois a sua filha, Kassidy, nasceu a 21 de abril de 1994. Deixou a faculdade mais cedo para administrar a fazenda da família. À frente dos negocios da família, acrescentou um pavilhão de caça e um restaurante à propriedade. Os seus irmãos também voltaram para ajudar a expandir os negócios. Posteriormente teve aulas no campus Watertown do Mount Marty College e na South Dakota State University, e aulas online na Universidade Estadual da Dakota do Sul. Acaba por completar a sua licenciatura em ciências políticas na SDSU em 2012, enquanto servia como membro do Congresso Norte americano.
Em abril de 2024, o jornal britânico The Guardian noticiou sobre a segunda autobiografia de Noem, No Going Back, programada para ser publicada em maio de 2024, na qual Noem discutiu ter matado a tiros um cachorro e uma cabra de sua família no mesmo dia. Quando Noem trouxe Cricket, uma cadela ponteiro de pelo duro com cerca de 14 meses de idade, para caçar faisões, Cricket "enlouqueceu de excitação, perseguindo todos aqueles pássaros", com uma coleira eletrônica falhando em controlar o cachorro.
Noem foi confirmada pelo Senado em 25 de janeiro de 2025 com uma votação de 59-34, assumindo como a oitava secretária de segurança interna dos Estados Unidos.